# 歧義謬誤
歧義謬誤是由於語言歧義導致無效推理的現象，是一種言詞謬誤。
歧義是一個字詞或語句可理解為多種意思的現象。
歧義容易造成誤解與誤會，比如某甲用某語句想表達 A 意思，某乙卻理解為 B 意思。
如果特定語境下某甲的說法可明確解讀為特定意思，某乙卻理解成另一個意思並據此做論證，則某乙犯了歧義謬誤；若某甲的說法無法明確解讀、多種解讀都合理，則某乙並無犯歧義謬誤。
此外，如果某人自己的推理過程中，某詞或某句在某處是 A 意思，另一處卻是 B 意思，且一旦將某詞或某句統一採用固定意義便無法邏輯連貫，則某人犯了歧義謬誤。

## 常見的歧義現象

### 一詞多義
有時一個詞可理解為多種意思。例如「關門」可理解為「打烊」或「停業」；「是」可理解為「等於」或「屬於」；「還」可理解為「依舊」或「償還」。（參見：一詞多義、四詞謬誤、修改定義、挪動門柱、定義家謬誤、自然主義謬誤、道德主義謬誤）

### 歧義句構
有時一個句子可用不同的文法、斷句理解成不同意義。例如「英國和美國的某些地方」可理解為「英國所有地方及美國部分地方」或「英國部分地方及美國部分地方」；「他是我剛認識的小明的哥哥」可理解為「我剛認識小明，他是小明的哥哥」或「我剛認識他，他是小明的哥哥」；「下雨天留客天留我不留」可理解為「下雨天留客，天留我不留」或「下雨天，留客天，留我不？留！」；「民可使由之不可使知之」可理解為「民可使由之，不可使知之」或「民可，使由之；不可，使知之」；「幾個村落的青年」可理解為「幾個『村落的青年』」或「『幾個村落』的青年」。甚至在2010年有一則粵語新聞標題「兒子生性病母倍感安慰」可理解為「兒子生性（生性，粵語，懂事），病母倍感安慰」或「兒子生性病，母倍感安慰」；（參見：歧義句構、轄域）

### 加重語氣
有時同一個句子可因抑揚頓挫的不同而造成不同解讀，往往也和同音異字與斷句有關。例如「你要飯嗎？」與「你要飯嗎？」、「酒點了沒？」與「九點了沒？」、「小姐，你相機！」與「小姐，你像雞！」。（參見：加重語氣）

### 語境去除
有時一個句子通常是某個意思，但在特定語境中可理解為不同意義。（參見：語境去除）

## 歧義謬誤示例

### 店家關門了
店家關門了（一詞多義）

- 小明：「我要買一打雞蛋。」
- 店家：「現在晚了，我們關門了。」
- 小明：「真可惜，以後雞蛋要到幾條街以外的的超市才能買到了。」

店家說「關門」是指「打烊」，小明則理解成了「停業」，導致不恰當的推理。

### 媽媽急瘋了
媽媽急瘋了（一詞多義）

- 甲：「小明玩到很晚才回家，把媽媽急瘋了。」
- 乙：「瘋子應該送去精神病院，以免傷害他人。所以我們應該把小明的媽媽送去精神病院。」

甲說的「瘋」是指情緒激動，乙則理解成「精神失常」。

### 搬家
搬家（一詞多義）

有個富翁，左鄰是銅匠，右鄰是鐵匠，成天叮叮咚咚吵得厲害。富翁特備一桌酒席請他們搬家，左右鄰舍都答應了。然而，銅匠鐵匠搬了家以後，叮叮咚咚照舊。原來是左邊的銅匠搬到了右邊，右邊的鐵匠搬到了左邊。

富翁所說的「搬家」是指「搬到一定距離之外」，但銅匠、鐵匠理解成另一種意思「改變住處就是搬家」。

### 白馬非馬
白馬非馬（一詞多義）

黃馬與黑馬是馬，黃馬與黑馬不是白馬，因此白馬不是馬。

白馬非馬論者試圖暗示的意思中，「黃馬與黑馬是馬」的「是」意為「屬於」，「黃馬與黑馬不是白馬」的「是」意為「等於」，「白馬不是馬」的「是」意為「屬於」。

### 熱心的班級代表
熱心的班級代表（一詞多義）

- 甲：我們應該推舉小明當班級代表，他很熱心。
- 乙：他哪有熱心啊？班上的事他從來都不管。
- 甲：他每天都幫媽媽做家事，超熱心的。

甲以「熱心」為由主張推舉小明為班級代表，這裡的「熱心」應指「對班上的事熱心」，乙也如此理解，而否定其真確性。甲後來把「熱心」的意義竄改為「常做家事」，從而主張「小明很熱心」；然而「常做家事」跟班上無關，顯然並非支持「應該推舉小明當班級代表」的恰當理由。

### 人都是善良的
人都是善良的（一詞多義）

- 甲：每個人都是善良的。
- 乙：世界上有那麼多為非作歹的人，你要怎麼解釋？
- 甲：他們不是人，因為他們不善良。

甲實際上是在談甲自己定義的「人」（把善良定義為人的本質之一），因此甲說「每個人都是善良的。」是一句廢話，但甲的說法會讓人誤以為是在談關於一般概念的「人」的經驗事實。（參見：廢話謬誤／沒有真正的蘇格蘭人）

### 我不在這裡
我不在這裡（一詞多義）

我現在不在英國，也不在美國，因此我在其他地方。因為我在其他地方，所以我不在這裡。

前面的「其他地方」是指「英國和美國以外的地方」；後面的「其他地方」則指「這裡以外的地方」（參見：不在場悖論）

### 大螞蟻是大動物
大螞蟻是大動物（一詞多義）

螞蟻是動物，因此，大螞蟻是大動物。

大螞蟻的「大」是指「比一般螞蟻大」，大動物的「大」則是指「比一般動物大」。

### 老虎是老動物
老虎是老動物（一詞多義）

虎是動物，因此，老虎是老動物。

「老虎」可解讀為「老的虎」或「虎」。如解讀為前者，此推論是正確的，然而自然語言習慣上會解讀為後者，此時此推論是錯誤的。

### 沒有東西
沒有東西（一詞多義）

草莓蛋糕勝過沒有東西，沒有東西勝過永恆的快樂。因此，草莓蛋糕勝過永恆的快樂。

第一句的「沒有東西」是「一無所有」，第二句的「沒有東西」則是指「不存在任何物件」（參見：中詞歧義）

### 不要欺騙別人
不要欺騙別人（一詞多義）

不要欺騙別人，因為被你欺騙的，都是相信你的人。

此推論可分析為以下論證：
- 1. 不應該欺騙相信你的人。（隱藏前提）
- 2. 被你欺騙的，都是相信你的人。（前提）
- 3. 你不應該欺騙人。（結論）

1.的「相信你的人」是指「平時信任你的人」，2.的「相信你的人」則是指「相信你的某串欺騙語句的人」（這種解讀下的2.是廢話），因而推論無效。

### 高深的哲學都很難懂
高深的哲學都很難懂（一詞多義）

因為高深的哲學都很難懂，所以好懂的哲學都不高深。

前句的「難懂」指「學過很多東西才能理解」，後句的「好懂」則指「聽到就能迅速理解」，並非前句「難懂」的否定。

### 宰相肚裡能撐船
宰相肚裡能撐船（語境去除）

俗話說「宰相肚裡能撐船」，可見宰相肚子都很大。

「宰相肚裡能撐船」是比喻人寬宏大量，而不是字面意思（宰相肚子裡空間很大，可以在裡面撐船）。

### 今年最好的電影
今年最好的電影（語境去除）

小華問小明某部電影的評價，小明說：「這是我今年看過最好的電影！因為我今年只看了這部。」後來小華向小美說：「小明說這是他今年看過最好的電影，妳一定要看！」

小明原話只是幽默的表達，並沒真的表達對某部電影的正面評價，小華將那段話曲解成對某部電影的正面評價。（參見：語境去除）

### 哈佛學生與大學生
哈佛學生與大學生（歧義句構）

哈佛學生是大學生，因此，哈佛學生的代表是大學生的代表。

此推論可分析為以下論證：
- 1. 若 A 是 B，則 A 的 S 是 B 的 S（隱藏前提）
- 2. 哈佛學生是大學生（前提）
- 3. 哈佛學生的代表是大學生的代表（結論）

「A 是 B」是指：
- a: {\displaystyle \forall x(Ax\to Bx)} （若 x 是 A 的成員，則 x 是 B 的成員）

「A 的 S 是 B 的 S」則有兩種解讀方式：
- b1: {\displaystyle \forall x\forall y((Ax\land Syx)\to (Bx\land Syx))} （若 x 是 A 的成員且 y 是 x 的 S，則 x 是 B 的成員且 y 是 x 的 S）哈佛學生的代表是(哈佛的)大學生的代表
- b2: {\displaystyle \forall x(SAx\to SBx)} （若 x 是 A 的 S，則 x 是 B 的 S）哈佛學生的代表是(全世界的)大學生的代表

其中 a→b1 是有效推論， a→b2 是無效推論。
一般語言習慣會把 1. 的後半句解讀為 b1，3. 解讀為 b2，導致無效的推理。

### 小明喜歡有錢人
小明喜歡有錢人

小明喜歡有錢人，大嬸婆是有錢人，所以小明喜歡大嬸婆。

依字面意思，理論上，可理解為以下的有效三段論：
- 所有有錢人都是小明喜歡的
- 大嬸婆是有錢人
- 大嬸婆是小明喜歡的

然而就自然語言的一般習慣來看，以上理解方式未必妥當，例如：
- 「小明喜歡有錢人」未必是指小明喜歡所有有錢人，也可能是指小明喜歡某些（或大多數）有錢人。
- 即使小明喜歡所有有錢人，通常這說法不是指「只要某人事實上是有錢人，小明就喜歡他」，而是指「只要小明相信某人是有錢人，小明就喜歡他」。在後一種理解下，如果小明喜歡所有有錢人，大嬸婆是有錢人，但小明不知道大嬸婆是有錢人，小明就未必喜歡大嬸婆。
- 「小明喜歡有錢人」的「喜歡」一般是指「有好印象、想親近」，但「小明喜歡大嬸婆」的「喜歡」往往是指「有愛情」。

### 車手小橘子
車手小橘子

- 甲：小橘子真不愧是名天才美少女，她是我國有史以來最厲害的車手之一。
- 乙：看來警方應該好好注意這個名叫小橘子的車手，以免給詐騙集團可乘之機。
- 甲：小橘子是個開賽車的女孩子，不是甚麼詐騙集團的人物！

「車手」一詞可以指「駕駛賽車的司機」，也可以指「詐騙集團、洗錢集團等犯罪集團當中，專門領取贓款，避免主謀顯露者。」此例中甲的意思是前者，但乙卻將「車手」一詞的意思解成後者。

### 一滴水的誤會
一滴水的誤會

- 甲：我絕對不會讓這屋頂再次滴出一滴水！

（過了二分鐘）
- 乙：你不是說屋頂不會再次滴出一滴水嗎？這裡可是流了一灘水出來呢！
- 甲：我說的是「一滴水」，而你說的是「一灘水」。

文中甲所說的「一滴水」指的是屋頂不會漏出「只有一滴」水，而乙的理解為，屋頂不會漏出「由無數個一滴所組成的一灘」水。

## 歧義謬誤的其他稱呼
歧義謬誤，依不同的具體方式，有以下稱呼。

### 概念滑轉
李天命將歧義造成的不當推理稱作概念滑轉。其中若詞語本來便可理解為多種意思，稱作概念混淆；若將詞語以違反一般用法或正確用法的方式使用，則是概念扭曲。
配種

有個小學生遲到，他向老師解釋是為了送一頭公豬去配種。老師問：「這種事你爸爸不能做嗎？」，學生答：「不能，一定要公豬才行」

老師說的「這種事」是指「把公猪送去配種」，學生卻誤以為是指「爸爸去配種」。

### 偷換概念
偷換概念是蓄意改變談話中「關鍵詞的概念」，也就是語詞的涵義。偷換概念有時是為了在爭論中求勝或佔他人便宜，有時則是用於修辭，或製造雙關、幽默的效果。
人在地球幾萬年了

- 老師：「人在地球幾萬年了。」
- 志明：「怎麼可能，世界上最老的人瑞也不過一百多歲。」

老師說的「人」是指整個「人類」概念，志明卻曲解為「個人」概念，即為偷換概念。

### 挪動門柱
挪動門柱（moving the goalposts），粵語又叫作「搬龍門」，比喻改變達成目標的準則，藉以達成不當目的。
考贏春嬌

- 老師：「志明，你只要考贏春嬌，我就請你吃巧克力。」志明心想，同一張考卷，春嬌考九十分，所以奮發努力，考了九十五分，正要去領賞的時候，老師卻說：「志明，你比春嬌聰明那麼多，你怎麼沒考一百分呢？」因此老師沒有給他巧克力。

一開始，老師同意如果志明得分高於春嬌，就給志明巧克力。然而，當他得到95分，超過了她的90分時，老師挪動門柱，問他為什麼比她聰明得多的情況下為什麼沒有得到100分。

### 篡改定義
篡改定義是賦予關鍵詞語非一般的定義，得出某些結論，以誤導他人認為已證成了與該詞語一般意義相關的主張。
例如：「建立在信念上的活動就是宗教。科學研究總是建立於某些信念，例如物理學家相信自己的測量和計算是準確的，因此科學是宗教。」論者似乎想藉由把「宗教」定義為「建立在信念上的活動」偷渡「宗教是不嚴謹而不值採信的，因此，科學也是不嚴謹而不值採信的」之類基於一般意義下的「宗教」的想法。
其他範例如：#熱心的班級代表、#人都是善良的

### 打壓對立
打壓對立（suppressed correlative），是藉由修改對立概念的定義，使對立概念難以發生，藉以宣稱某概念的普遍性。
戰爭就是和平

歐威爾說：「戰爭就是和平。」因此即使我們處於戰爭狀態，也不必期待和平。

此例將「和平」的外延擴大至包括了戰爭狀態，使「不和平」難以發生。
跑很快的車

- 甲：我的車可以跑很快。
- 乙：它能比戰鬥噴射機快嗎？我想不行，所以它並不快。

此例將「快」的外延縮小，使「快」難以發生，而且「快」是一個相對概念，車子沒有比戰鬥噴射機快，不等沒有比其他多數車輛快。

### 沒有真正的蘇格蘭人
沒有真正的蘇格蘭人（No true Scotsman）或訴諸純潔（appeal to purity）是在普遍宣稱遇到反例時，提出理想的標準為其辯護。

- 甲：沒有蘇格蘭人會在粥裡加糖。
- 乙：我是蘇格蘭人，我會在粥裡加糖啊。
- 甲：好吧，「真正的」蘇格蘭人不會在粥裡加糖。

此例「真正的蘇格蘭人」有歧義，一為甲自行的定義，二為通俗的理解。

- 甲：我國公民都不會在公共場所抽菸。
- 乙：老王常在公共場所抽菸，他不是你們國家的嗎？
- 甲：嗯，我的意思是，「合格的」我國公民都不會在公共場所抽菸。

此例「合格的我國公民」有歧義，一為甲自行的定義，二為通俗的理解。

### 語境去除
語境去除（contextomy），是去除原論述的語境（如上下文、談話時間、談話地點、談話情景、談話對象、談話前提等要素），扭曲原論述的意義，而建立不當的推論。例如#今年最好的電影。

### 斷章取義
斷章取義，是去除原論述的上下文，只截取某文章的一段或一句話，扭曲原論述的意義，而建立不當的推論。例如「莊子說『吾生也有涯，而知也無涯』」，做為論述我們應該盡最大努力去求知的理由，但原文實際的意思是知識太多，而生命有限，故不應執著求知，意思截然相反。